# 304813 Cesarina
304813 Cesarina este o planetă minoră (asteroid) din centura de asteroizi. A fost descoperită pe 16 august 2007 la San Marcello Pistoiese de Fabio Dolfi⁠(d). 
Obiectul prezintă o orbită caracterizată de o semiaxă mare de 2,3886199703933 UAi, o excentricitate de 0,21, o înclinație de 1,8 ° în raport cu ecliptica.